# Jan Chrząszcz
Jan Stanisław Chrząszcz (ur. 14 stycznia 1964 w Bielsku-Białej) – polski samorządowiec, polityk i menedżer, w latach 2016–2023 pierwszy wicewojewoda śląski.

## Życiorys
Absolwent studiów z nauk społecznych w Wyższej Szkole Pedagogicznej w Krakowie (1998). Kształcił się podyplomowo w zakresie nowoczesnego zarządzania przedsiębiorstwem i w studium dziennikarskim, a także na kursach m.in. z zakresu komunikacji i negocjacji w biznesie.
Pracował m.in. jako kierownik teatru lalek „Banialuka” i Międzynarodowego Festiwalu Teatrów Lalek. Od 1990 do 2006 przez cztery kadencje zasiadał w radzie miejskiej Bielska-Białej z ramienia lokalnego Klubu Samorządowego. Przewodniczył komisji budżetu i finansów oraz komisji oświaty i kultury. W latach 1991–1995 pozostawał członkiem zarządu miasta. Od 1998 do 2000 kierował urzędem rejonowym w Bielsku-Białej, był także pełnomocnikiem rządu ds. organizacji urzędów powiatowych. Od 1999 przez 15 lat zatrudniony na kierowniczych stanowiskach w Poczty Polskiej, m.in. jako p.o. jej dyrektora w Bielsku-Białej.
W 2015 został radnym sejmiku śląskiego z ramienia Prawa i Sprawiedliwości (w miejsce wybranego do Senatu Andrzeja Kamińskiego). 11 stycznia 2016 powołany na stanowisko pierwszego wicewojewody śląskiego. Podlegają mu wydziały finansów i budżetu, nadzoru właścicielskiego, polityki społecznej, rozwoju i współpracy terytorialnej, Państwowa Straż Rybacka oraz Państwowa Straż Łowiecka. W 2023 kandydował do Senatu w okręgu nr 78, zajmując 2. miejsce wśród 4 pretendentów. W grudniu 2023 zakończył pełnienie funkcji wicewojewody. 

## Życie prywatne
Żonaty, ma dwie córki i syna. Założyciel Towarzystwa Przyjaciół Bielska-Białej i Podbeskidzia, członek Ruchu Społecznego im. Prezydenta Rzeczypospolitej Polskiej Lecha Kaczyńskiego. Odznaczony m.in. Brązowym Medalem „Za Zasługi dla Pożarnictwa” (2005).